# 祖盧 (印第安納州)
祖盧（英語：Zulu）是位於美國印地安納州艾倫縣的一個非建制地區。該地的面積和人口皆未知。

## 地理
祖盧的座標為41°02′13″N 84°53′32″W / 41.03694°N 84.89222°W，而該地的平均海拔高度為236米（即774英尺）。